# Cardiopelma mascatum
Cardiopelma mascatum é uma espécie de aranha pertencente à família Theraphosidae.